# Thoridae
Thoridae (лат.) — семейство настоящих креветок (Decapoda) из надсемейства Alpheoidea подотряда Pleocyemata. Включает около 180 видов.

## Описание
Эта полностью морская группа, типичные эпибентосные креветки с короткими или длинными рострумами, первыми хелипедами, более крупными, чем вторые, и обычными для Hippolytidae (s.l.) стройными вторыми хелипедами с карпусом, разделенным на 6 или, чаще всего, 7 члеников. Thoridae часто демонстрируют красивую камуфляжную окраску, чтобы подражать или сливаться с фоном.
Спиронтокариды весьма разнообразны в умеренных и высоких широтах на морях континентальных шельфов Северной Атлантики и особенно северной части Тихого океана. Они встречаются в ряде шельфовых местообитаний, таких как песчаное/грязевое и каменистое дно, морские травы и водорослевые эпибентосные сообщества.
- Thor amboinensis
- Lebbeus grandimanus
- Lebbeus

## Классификация
Включает 8 родов и более 180 видов. Ранее включался в состав семейства обыкновенные креветки (Hippolytidae). Морфологические и генетические исследования показали, что Thoridae это отдельная от них группа.
Основная масса видов относится к четырем родственным родам (Eualus, Heptacarpus, Lebbeus и Spirontocaris), которые в течение многих лет классифицировались вместе как род Spirontocaris.
- Birulia Bražnikov, 1903[7] (2 вида)
- Eualus Thallwitz, 1892[8] (37)
- Heptacarpus Holmes, 1900[9] (34)
- Latreutes Stimpson, 1860 (17)
- Lebbeus White, 1847 (47)
- Paralebbeus Bruce & Chace, 1986[10] (2)
- Spirontocaris Bate, 1888 (20)
- Thinora Bruce, 1998 (1)[11]
- Thor Kingsley, 1878 (~20)[12]
  - Thor dicaprio